# Единый портал интерактивных государственных услуг Республики Узбекистан
ЕПИГУ (Единый портал интерактивных государственных услуг) — официальный интернет портал (my.gov.uz), предоставляющий гражданам и бизнесу доступ к электронным государственным услугам Республики Узбекистан. Портал разработан для упрощения взаимодействия с государственными органами и обеспечения оперативного доступа к широкому спектру государственных услуг через единый цифровой интерфейс.
Для получения услуг, предоставляемых через ЕПИГУ, пользователям (физическим и юридическим лицам) необходимо зарегистрироваться в Единой системе идентификации (OneID) по ссылке.  

## История

#### 2013
1 июля 2013 года в сети Интернет по веб-адресу my.gov.uz была запущена первая версия ЕПИГУ, которая функционировала в тестовом режиме. 

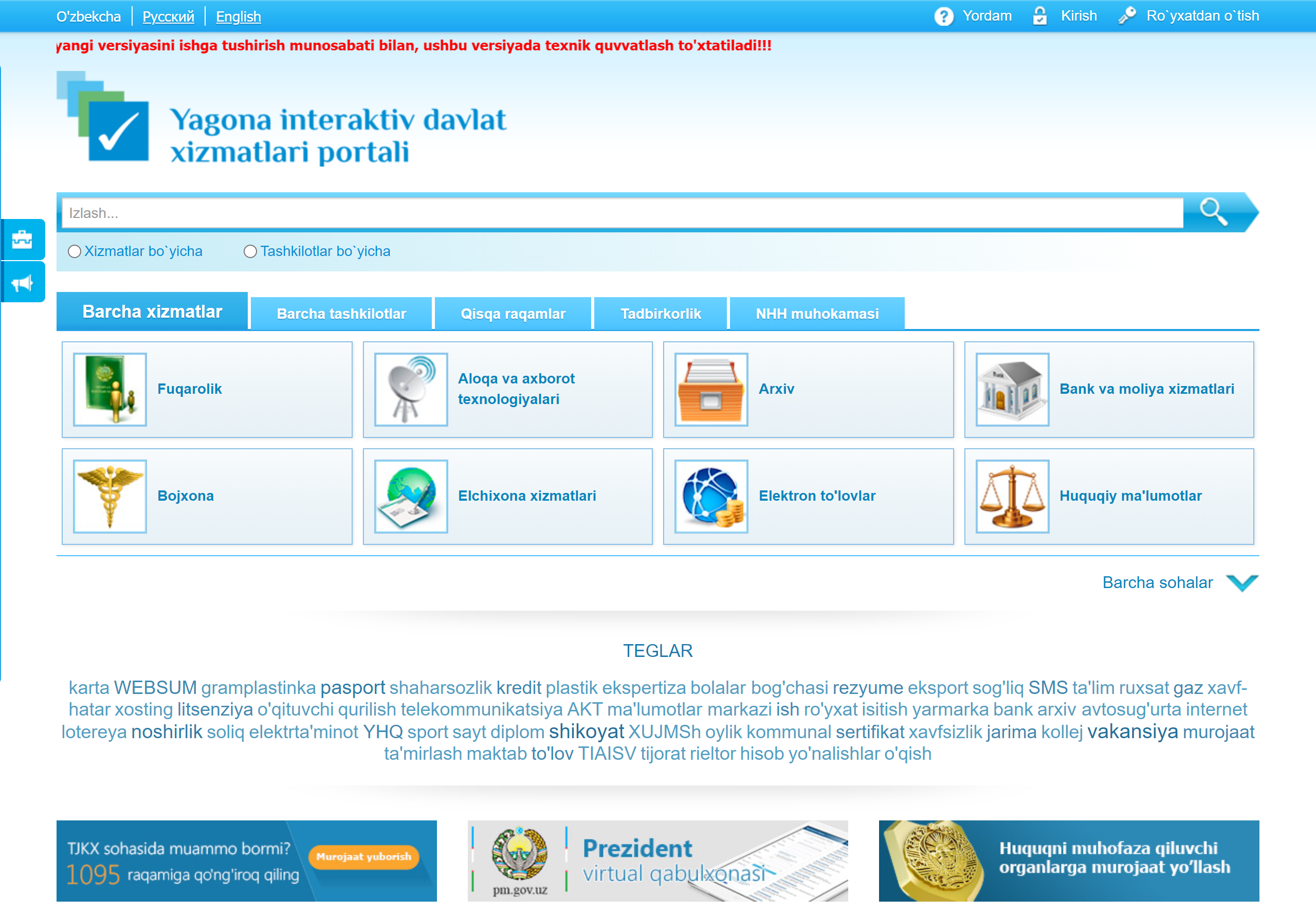
Главная страница 1-й версии ЕПИГУ

ЕПИГУ создан на основе Государственной программы «Год благополучия и процветания», утвержденной Указом Президента Республики Узбекистан №ПФ-1920 от 14 февраля 2013 года и постановлением Кабинета Министров Республики Узбекистан. от 30 декабря 2012 №378. 
В первой версии ЕПИГУ было запущено около 40 интерактивных государственных услуг, включая сферы и направления, связанные с жизненными ситуациями. Среди них:
- обращение в министерства и ведомства;
- запись на прием руководителя министерства и ведомства;
- подавать заявки на вакансии в министерствах и ведомствах;
- подавать заявки для подключения интернета и городской телефонной связи для юридических и физических лиц;
- обращение за справкой об отсутствии налоговой задолженности в государственные налоговые службы;
- подача заявок на получение лицензий в области телекоммуникаций.

#### 2014
В 2014 году, за первый год функционирования Единого портала, была проведена значительная работа. Более 500 организаций государственного и хозяйственного управления, а также органов государственной власти на местах, включая районные и городские хокимияты, были интегрированы в систему портала. В течение этого периода было запущено около 200 различных услуг, что способствовало расширению доступа граждан и организаций к электронным государственным сервисам.

#### 2017
18 июля 2017 года по веб-адресу my2.gov.uz была запущена вторая версия ЕПИГУ, которая активно используется по сей день. Вторая версия ЕПИГУ интегрирована с базами данных физических и юридических лиц, а доступ к Порталу осуществляется через Единую систему идентификации пользователей OneID.
Во второй версии ЕПИГУ были разделены личные кабинеты граждан (физических лиц) и предпринимателей (юридических лиц), а также была создана возможность онлайн-оплаты электронных госуслуг.
Во второй версии ЕПИГУ, пользователи портала могут получать информацию о начисленной заработной плате и пенсии, проверить наличие задолженности по налогам, коммунальным услугам, исполнительным документам и штрафам ГИБДД в режиме онлайн. 

#### 2020
В июле 2020 года в рамках совместного проекта с Агентством государственных услуг при Министерстве юстиции «Совершенствование предоставления государственных услуг и повышение уровня управления в сельских районах Узбекистана» были внедрены новые механизмы улучшения качества и доступности государственных услуг для жителей сельских районов.

#### 2023
24 октября 2023 года в рамках мероприятий ICT week 2023 была представлена новая 3-я версия ЕПИГУ, функционирующая веб-адресу my3.gov.uz. Данная версия имеет улучшенный дизайн, основанный на современных технологиях, и включает такие функции, как распознавание лиц MyID, голосовой помощник «Мухлиса» и оценку электронных услуг.

## Правовое регулирование
В соответствии со статьей 28 Закона Республики Узбекистан «Об электронном правительстве», электронные государственные услуги оказываются заявителям через официальные веб-сайты государственных органов и Единый портал интерактивных государственных услуг, являющийся единой точкой доступа к интерактивным государственным услугам, оказываемым государственными органами.
Также, согласно Положению о ЕПИГУ, утвержденному постановлением Кабинета Министров Республики Узбекистан №728 от 15 сентября 2017 года, информационное, методическое, техническое сопровождение и администрирование ЕПИГУ осуществляется Центром по созданию и поддержке государственных информационных систем ООО «Единый интегратор UZINFOCOM».
Кроме того, в соответствии с постановлением Кабинета Министров Республики Узбекистан от 25 июня 2020 года № 409 для обеспечения дальнейшего развития инфраструктуры электронного правительства, в том числе ЕПИГУ, определены основные задачи «Центра управления проектами цифрового правительства», одна из которых, развитие единой платежной системы учета сумм государственных пошлин и сборов, уплачиваемых за оказание государственных услуг.

## Пользователи
Электронными государственными услугами ЕПИГУ могут пользоваться как физические лица так и юридические лица. При этом определённые государственные услуги предоставляются исключительно заявителям, которые соответствуют установленным критериям и требованиям, предусмотренным законодательством.
По состоянию на 1 февраля 2025 года количество пользователей ЕПИГУ составляет более 10 миллионов. Из них 53,45% пользователей — мужчины, 46,55% — женщины.
| Возраст пользователя | Доля от общего количества |
| -------------------- | ------------------------- |
| до 18 лет            | 1,76 %                    |
| 19-24 лет            | 17,47 %                   |
| 25-34 лет            | 31,02 %                   |
| 35-44 лет            | 24,87 %                   |
| 45-54 лет            | 13,40 %                   |
| 55 лет и старше      | 11,48 %                   |

## Электронные государственные услуги
Электронная государственная услуга – государственная услуга, оказываемая с использованием информационно-коммуникационных технологий.
Электронные государственные услуги и сервисы, предоставляемые через ЕПИГУ, предоставляются в соответствии с порядком (регламентом), установленным нормативно-правовым актом, утверждённым Кабинетом Министров Республики Узбекистан, либо в порядке, предусмотренном соглашением, утверждённым Министерством цифровых технологий и уполномоченной организацией.
При оказании электронных государственных услуг через ЕПИГУ необходимая информация о заявителе, его имуществе и иных сведениях, требуемых для предоставления услуг, автоматически запрашивается и поступает из информационных систем государственных органов, на основе межведомственного электронного взаимодействия посредством использования уникальных идентификаторов.
| Период                  | 2017 | 2018 | 2019 | 2020 | 2021 | 2022 | 2023 | 2024 |
| ----------------------- | ---- | ---- | ---- | ---- | ---- | ---- | ---- | ---- |
| Количество услуг (шт)   | 49   | 127  | 173  | 218  | 300  | 370  | 570  | 700  |
| Количество заявок (млн) | 0,5  | 1,3  | 2,8  | 3,1  | 9,3  | 14,2 | 20,0 | 32,0 |

Электронные государственные услуги по сроку оказания услуг делятся на «автоматические» и «полуавтоматические». При использовании государственной услуги «Автоматическая» результат оказания услуги предоставляется немедленно (автоматически), а в случае «Полуавтоматическая» срок оказания услуги составляет несколько рабочих дней в соответствии с регламентом.
По состоянию на 1 февраля 2025 года на ЕПИГУ внедрено 720 электронных государственных услуг. Данные услуги функционируют по 18 направлениям (Гражданство, Образование, Семья и дети, Молодежь, Социальная защита, ЖКХ, Налоги, Таможня, Транспорт, Недвижимость, Справки и т.д.).

### Для физических лиц
Из 720 государственных услуг 366 госуслуг доступны как для физических так и юридических лиц, среди них 252 госуслуг, предоставляются только физическим лицам.
| Название услуги | Сфера              | Количество заявок |
| --- | ------------------ | ----------------- |
| Сведения о начисленной заработной плате                                                                                                | Налоги             | 3 028 569         |
| Получение выписки из трудовой книжки                                                                                                   | Справки            | 2 545 152         |
| Регистрация самозанятых лиц | Налоги             | 1 873 493         |
| Регистрация IMEI через FaceID | Информация и связь | 1 569 820         |
| Выдача справки об отсутствии (наличии) налоговой задолженности                                                                         | Налоги             | 1 560 492         |
| Выдача справки о постоянном месте жительства                                                                                           | Справки            | 1 506 946         |
| Проверка очереди на покупку автомобиля через АО«UZAUTO MOTORS»                                                                         | Транспорт          | 1 357 007         |
| Подача заявления на получение пособия для ребёнка и материальной помощи малообеспеченным семьям                                        | Социальная защита  | 1 216 396         |
| Выдача электронной доверенности физическим лицам на управление автотранспортным средством (без права продажи и вывоза в другую страну) | Транспорт          | 1 142 491         |
| Подача заявления на устройство ребёнка в дошкольное образовательное учреждение                                                         | Семья и дети       | 963 920           |

### Для юридических лиц
151 вид госуслуг, доступных на ЕПИГУ, предоставляются только юридическим лицам. В некоторых случаях при использовании электронных государственных услуг юридическими лицами, может потребоваться подтверждение электронной цифровой подписью (ЭЦП).
| Название услуги | Сфера                           | Количество заявок |
| --- | ------------------------------- | ----------------- |
| Представление данных по внешнеторговым контрактам в единую электронную информационную систему внешнеторговых операций | Экономика, бизнес и э-коммерция | 212 728           |
| Формирование кадастрового паспорта и регистрация прав на нежилые объекты                                              | Недвижимость                    | 82 160            |
| Подача заявления на согласование проектно-сметной документации                                                        | Недвижимость                    | 71 203            |
| Получение лицензии на перевозку пассажиров и грузов автомобильным транспортом                                         | Транспорт                       | 54 572            |
| Ознакомление с учетными данными юридических лиц                                                                       | Экономика, бизнес и э-коммерция | 44 251            |
| Выдача справки об отсутствии (наличии) налоговой задолженности                                                        | Налоги                          | 40 082            |
| Получение разрешения на установку тонировки (затемнения) на стекла легковых автотранспортных средств                  | Транспорт                       | 38 200            |
| Согласование проекта электроснабжения для потребителей электрической энергии мощностью свыше 20 кВт                   | ЖКХ                             | 22 016            |
| Предоставление международного стандартного книжного номера (ISBN)                                                     | Лицензирование                  | 21 764            |
| Проверка выписки и кадастрового паспорта объекта недвижимости с государственного реестра кадастра                     | Недвижимость                    | 21 606            |

## Мобильное приложение MyGov

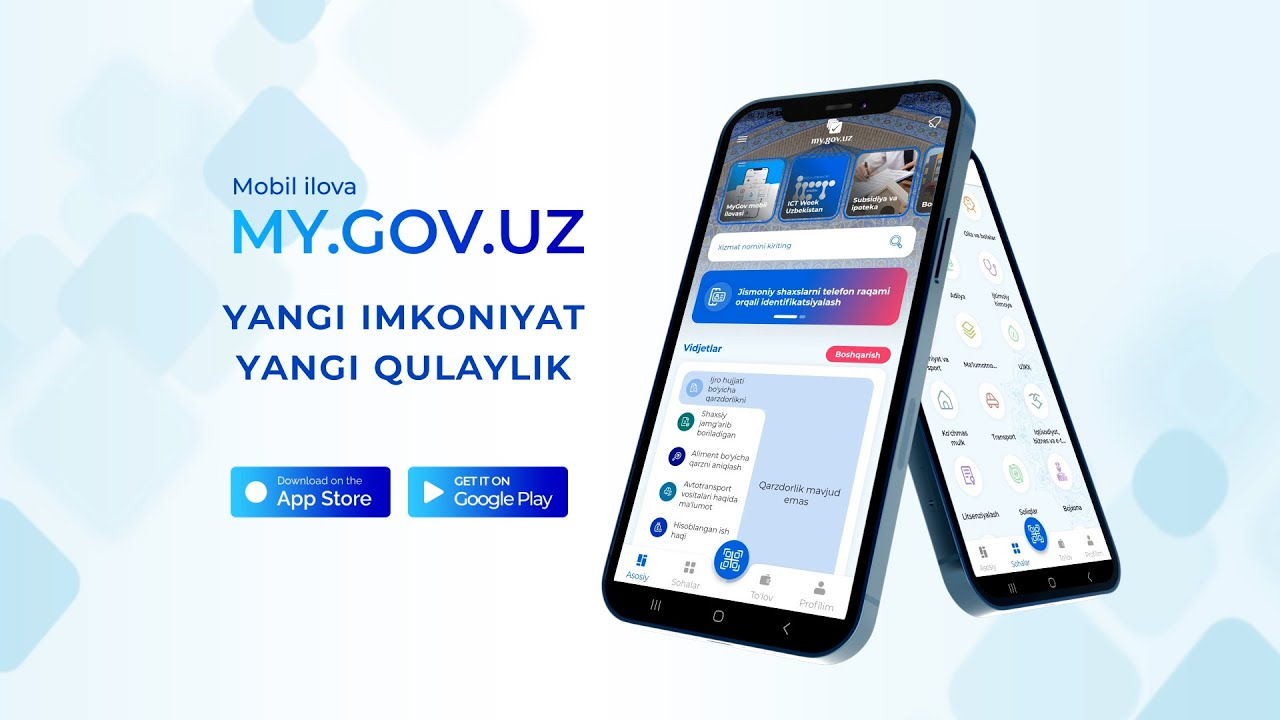
Мобильное приложение MyGov

Мобильное приложение MyGov разработано для предоставления электронных государственных услуг в более удобном для населения формате и по состоянию на 31 января 2025 года через мобильное приложение предоставлено 527 госуслуг.
Преимущества использования мобильного приложения MyGov:
- Идентификация с помощью распознавания лиц MyID;
- Вход с использованием метода идентификации MobileID;
- Мониторинг заявок, отправленных через ЕПИГУ или Центры государственных услуг или получение результатов в виде электронного документа;
- Оплата платных электронных государственных услуг;
- Управление сеансами на устройствах, вошедших на ЕПИГУ.

Доступ к электронным государственным услугам можно получить в любое время через мобильное приложение MyGov.
Мобильное приложение MyGov можно бесплатно скачать и установить на устройство смартфона и начать пользоваться электронными сервисами по ссылкам: App Store и Google Play.

## Модули ЕПИГУ
Электронные государственные услуги, предоставляются физическим и юридическим лицам через модуль dxa.gov.uz; в отделениях почты с помощью postal.gov.uz и  в дипломатических представительствах и консульских учреждениях Республики Узбекистан за рубежом с помощью модуля council.gov.uz.

## Скидки при получении государственных услуг
В соответствии с Законом Республики Узбекистан «О государственной пошлине» при самостоятельном обращении через Единый портал интерактивных государственных услуг Республики Узбекистан за получением любой государственной услуги, включая получение лицензии, разрешения, государственную регистрацию и иные услуги, государственная пошлина, сборы и другие платежи взимаются в размере 90% от суммы, уплачиваемой при обращении через Центры государственных услуг или непосредственно в органы, предоставляющие услуги.
Также согласно данному закону, при оказании государственных услуг лицам, зарегистрированным в Едином реестре социальной защиты, а также лицам с инвалидностью I и II группы через центры государственных услуг и (или) Единый портал интерактивных государственных услуг Республики Узбекистан, применяется 50% скидка по государственным пошлинам, сборам и любым другим платежам, установленным актами законодательства, за исключением случаев обращения в целях предпринимательской деятельности или в качестве представителя юридического лица.

## Популярные услуги запущенные в 2024 году
В 2024 году на ЕПИГУ были запущены следующие популярные услуги:
- Подача заявления на назначение пенсии;
- Получение сведений о медицинской справке (форма 083/у);
- Подача заявления на участие в экзамене по определению уровня знания по всем предметам (соответствующим общеобразовательным и специальным предметам) и для получения национального сертификата;
- Назначение социального пособия;
- Подача заявления на получение пособия для ребёнка и материальной помощи малообеспеченным семьям;
- Разделение объектов недвижимости и определение их новых границ;
- Справка о размере выплаченных пособий;
- Справка о нахождении на учете Пенсионного фонда;
- Получение образовательного кредита для студентов;
- Обжалование штрафа за нарушение ПДД;
- Ограничение доступа к кредитной истории.

## Персональный кабинет физического лица в ЕПИГУ
Персональный кабинет пользователя ЕПИГУ состоит из 17 разделов, которые отражают информацию о пользователе, его месте проживания, составе семьи, карьере, недвижимости, автотранспорте, штрафах, балансе счётов по коммунальным услугам и др..
Кроме того, в персональном кабинете можно отследить статус рассмотрения отправленных заявок и просмотреть историю отправленных заявок.

## Награды
Бренд года 2022.
Бренд года 2023.
TAF!23 «Мобильное приложение».
TAF!24 «Сайт 2024 года» и «Мобильное приложение 2024 года».

## Полезные ссылки
- Единая система идентификации OneID
- Портал открытых данных
- Единый реестр информационных систем и ресурсов цифрового правительства
- Реестр информаций и классификаторов электронного правительства
- Единая информационная система аттестации и выдачи квалификационного аттестата
- Электронная система лицензирования